# Serdang (Beringin)
Serdang is een bestuurslaag in het regentschap Deli Serdang van de provincie Noord-Sumatra, Indonesië. Serdang telt 2408 inwoners (volkstelling 2010).